# مروح (الحد)
مروح هي إحدى قرى عزلة الحد بمديرية الحد التابعة لمحافظة لحج، بلغ تعداد سكانها 290 نسمة حسب تعداد اليمن لعام 2004.
1. ↑  "الدليل الشامل - محافظة لحج - مديرية الحد - عزلة الحد". www.yemenna.com. مؤرشف من الأصل في 2019-11-23. اطلع عليه بتاريخ 2019-11-21.
2. ↑  "الجهاز المركزي للإحصاء بالجمهورية اليمنية". الجهاز المركزي للإحصاء. مؤرشف من الأصل في 2017-01-29. اطلع عليه بتاريخ 2014-08-12.

- المركز الوطني للمعلومات باليمن